# Тубни крајник
Тубни крајник (лат. tonsilla tubaria) је парно лимфоидно ткиво смештено на одговарајућем бочном зиду носног дела ждрела, односно у непосредној близини ждрелног отвора Еустахијеве слушне тубе. Развијен је код мале деце, а затим се постепено смањује у периоду пубертета и касније потпуно ишчезава.
Овај крајник учествује у изградњи тзв. Валдејеровог лимфатичног прстена заједно са ждрелним, непчаним и језичним крајницима. Сви они су састављени од лимфних чворова и међусобно повезани помоћу система лимфних судова.